# Virginia Woolf
Adeline Virginia Woolf (con apellido de nacimiento Stephen; Londres, 25 de enero de 1882-Lewes, Sussex, 28 de marzo de 1941), más conocida como Virginia Woolf, fue una escritora británica, autora de novelas, cuentos, obras teatrales y demás obras literarias; considerada una de las más destacadas figuras del vanguardista modernismo anglosajón del siglo XX y del feminismo internacional.
Durante el período de entreguerras, Woolf fue una figura en la sociedad literaria de Londres y miembro del grupo de Bloomsbury. Sus obras más famosas incluyen las novelas La señora Dalloway (1925), Al faro (1927), Orlando: una biografía (1928), Las olas (1931), y su breve ensayo Una habitación propia (1929), con su famosa frase «Una mujer debe tener dinero y una habitación propia si va a escribir ficción». Fue redescubierta durante la década de 1970 gracias a ese mismo ensayo, uno de los textos más citados del movimiento feminista, el cual expone las dificultades de las mujeres en el mundo intelectual y de la literatura.

## Biografía

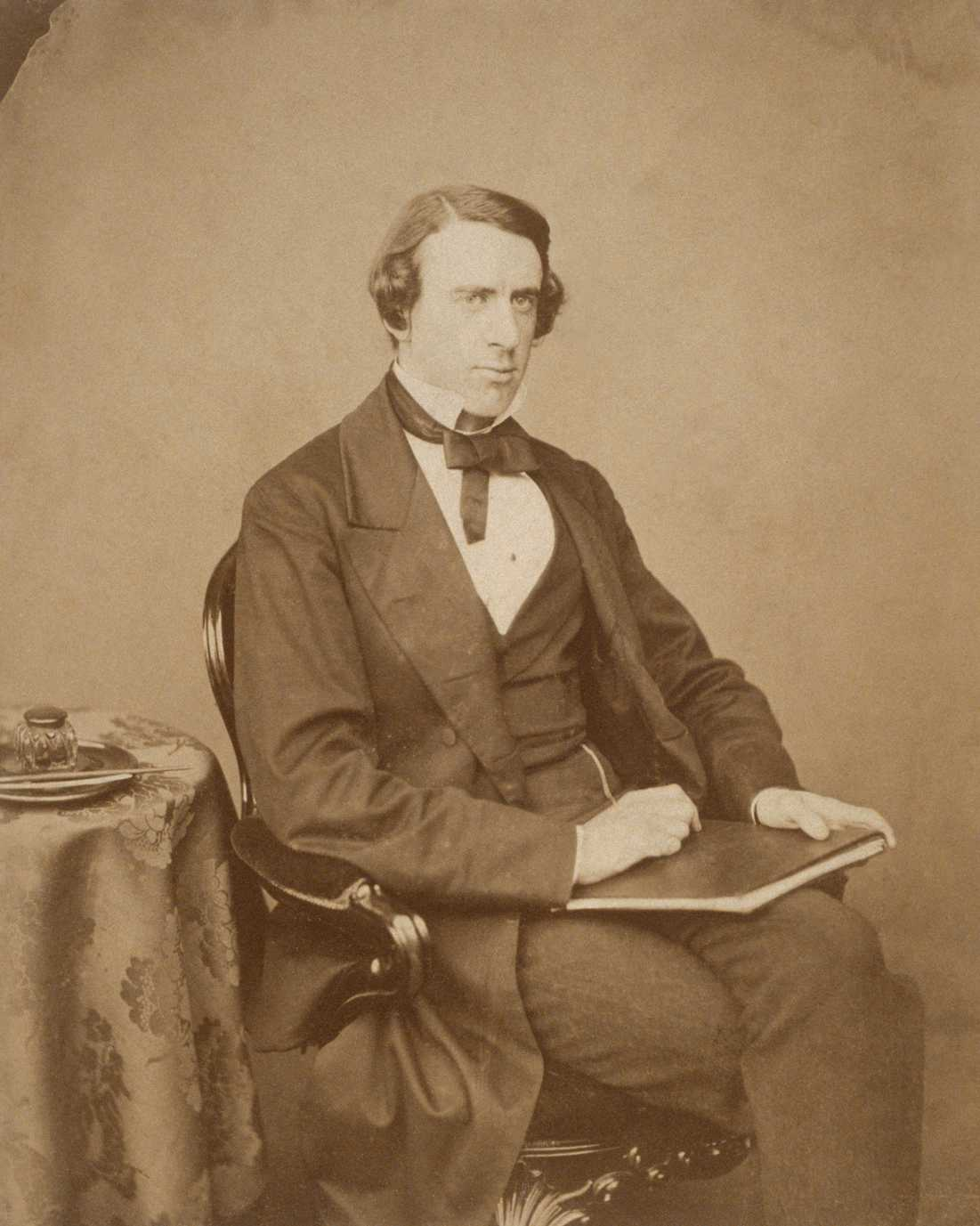
Leslie Stephen, padre de Virginia (hacia 1860).

### Infancia
Adeline Virginia Stephen nació en Londres en 1882. Su padre era el novelista, historiador, ensayista, biógrafo y montañista sir Leslie Stephen. Su madre, Julia Stephen, había nacido en la India, residencia que más tarde abandonó con su madre para trasladarse a Inglaterra, donde trabajó de modelo para los pintores prerrafaelitas como Edward Burne-Jones. Los padres de Virginia Woolf habían estado casados previamente y habían enviudado y, en consecuencia, el hogar tenía descendientes de los tres matrimonios. Leslie tenía una hija de su primera esposa, Minny Thackeray: Laura Makepeace Stephen, que fue declarada mentalmente incapaz y vivió con la familia hasta que fue ingresada en un psiquiátrico en 1891. Julia tenía tres hijos de su primer marido, Herbert Duckworth: George, Stella y Gerald Duckworth. Leslie y Julia tuvieron otros cuatro hijos juntos (contando a Virginia): Vanessa Stephen, Thoby Stephen y Adrián Stephen.
La joven Virginia fue educada por sus padres en su literario y relacionado hogar del número 22 de Hyde Park Gate, Kensington. Asiduos visitantes al domicilio de los Stephen fueron, por ejemplo, Alfred Tennyson, Thomas Hardy, Henry James y Edward Burne-Jones. Aunque no fue a la escuela, Woolf recibió clases de profesores particulares y de sus padres. La eminencia de Sir Leslie Stephen como editor, crítico y biógrafo, y su relación con William Thackeray (el viudo de la hija menor de Thackeray), significaba que sus hijos fueron criados en un entorno lleno de las influencias de la sociedad literaria victoriana. Henry James, George Henry Lewes, Julia Margaret Cameron (tía de Julia Stephen) y James Russell Lowell —que fue el padrino honorífico de Virginia— se contaban entre los visitantes de la casa. Julia Stephen estaba igualmente bien relacionada. Descendía de una camarera de María Antonieta y provenía de una familia de famosas bellezas, que dejaron su impronta en la sociedad victoriana como modelos para los artistas prerrafaelistas y los primeros fotógrafos. Además, acompañando a estas influencias, estaba la inmensa biblioteca de la casa de los Stephen, de la que Virginia y Vanessa (a diferencia de sus hermanos, que recibieron una educación formal) aprendieron los clásicos y la literatura inglesa.

### Juventud

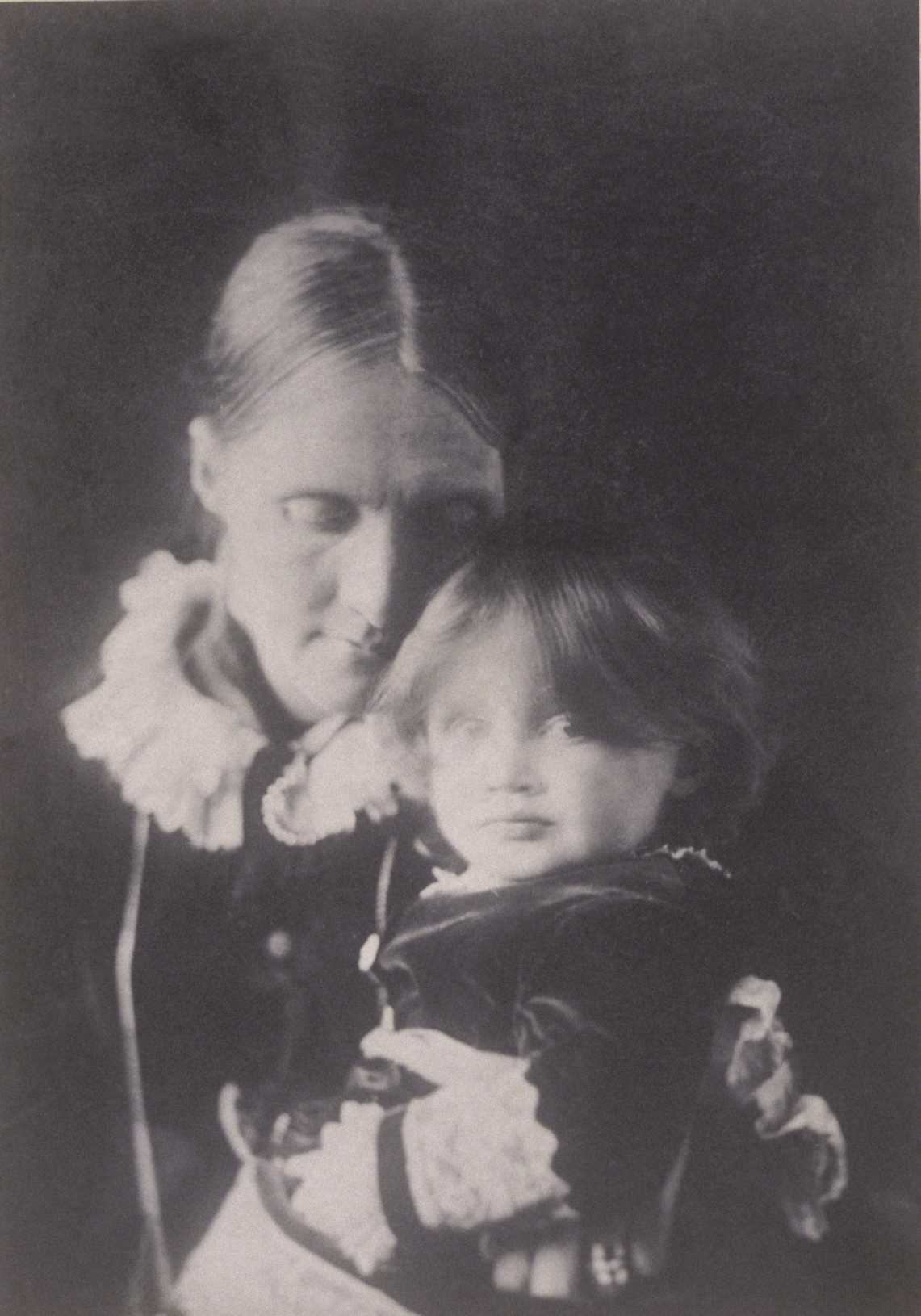
Julia Stephen con Virginia (1884).

Sin embargo, según las memorias de Woolf, sus recuerdos más vívidos de la infancia no fueron de Londres sino de St Ives en Cornualles, donde la familia pasó sus vacaciones de verano entre 1882 y 1894. La casa de veraneo de los Stephen, «Talland House», tenía vistas a la playa de Porthminster y al faro de Godrevy. (Todavía se alza en el mismo lugar, aunque en cierta medida alterada.) Recuerdos de esas vacaciones familiares e impresiones del paisaje (especialmente del faro de Godrevy) impregnaron la ficción que Woolf escribió en años posteriores, principalmente en Al faro.
Pronto padeció Virginia la primera de sus depresiones, con la repentina muerte de su madre, el 5 de mayo de 1895, cuando Virginia tenía tan solo trece años de edad, y la de su media hermana Stella dos años después, quien había tomado las riendas del hogar familiar tras la muerte de Julia Stephen, pero abandonó la casa paterna para casarse con Jack Hills y falleció durante la luna de miel, a causa de una peritonitis.
La muerte de su padre por cáncer en 1904 provocó un ataque alarmante en ella, por lo que fue brevemente ingresada. Sus crisis nerviosas y posteriores períodos recurrentes de depresión, según han sugerido los modernos eruditos (incluido su sobrino y biógrafo, Quentin Bell), estuvieron también influidos por los abusos sexuales que ella y su hermana Vanessa padecieron a manos de sus medio hermanos George y Gerald Duckworth (los cuales Woolf recordó en sus ensayos autobiográficos A Sketch of the Past y 22 Hyde Park Gate). Las circunstancias exactas no se conocen bien, pero se cree que contribuyeron al problema psicológico que sufrió la autora: un trastorno bipolar. En su texto autobiográfico A Sketch of the Past, la propia Virginia Woolf solo aludió a estas desdichadas experiencias de forma velada, de acuerdo con la rígida moral de la época victoriana. Su biógrafa Hermione Lee escribió que: «Las pruebas son suficientes, pero también lo bastante ambiguas como para posibilitar interpretaciones psicobiográficas contradictorias, que presentan imágenes completamente diferentes de la vida interior de Virginia Woolf».
A lo largo de su vida, Woolf se vio acosada por periódicos cambios de humor y enfermedades asociadas. Y, aunque esta inestabilidad a menudo influyó en su vida social, su productividad literaria continuó con pocas interrupciones hasta su suicidio.

### Círculo de Bloomsbury

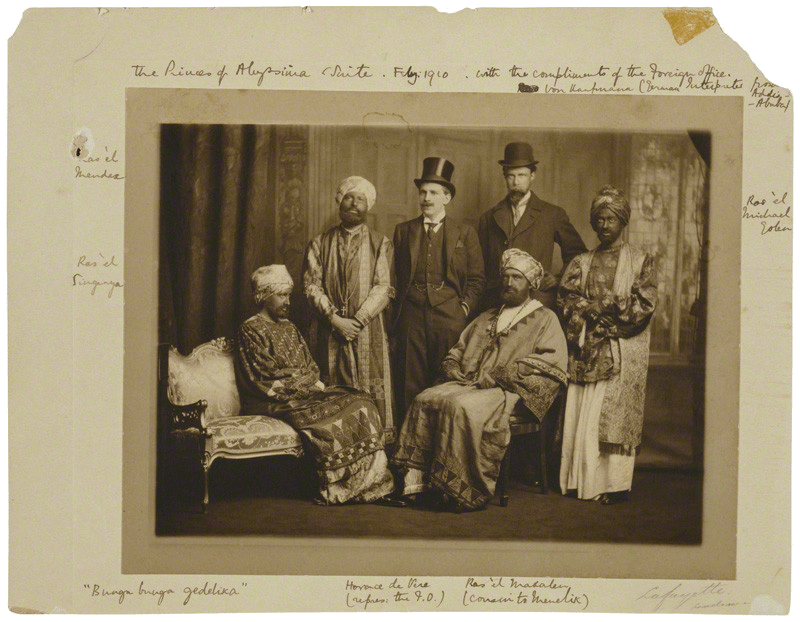
Los «Dreadnought Hoaxers» con toda la parafernalia abisinia; de izquierda a derecha: Virginia Woolf, Duncan Grant, Horace de Vere Cole, Adrian Stephen, Antony Buxton y Guy Ridley.

Después de la muerte de su padre y de su segunda crisis nerviosa, Vanessa y Adrián vendieron el número 22 de Hyde Park Gate y compraron una casa en el número 46 de Gordon Square en Bloomsbury. Se estableció con su hermana Vanessa —pintora que se casaría con el crítico Clive Bell– y sus dos hermanos en el barrio londinense de Bloomsbury, el cual se convirtió en centro de reunión de antiguos compañeros universitarios de su hermano mayor, entre los que figuraban intelectuales de la talla del escritor E. M. Forster, el economista J. M. Keynes y los filósofos Bertrand Russell y Ludwig Wittgenstein —formación que sería conocida como el círculo de Bloomsbury—. Tras estudiar en el King's College de Cambridge y en el King's College de Londres, Woolf conoció a Lytton Strachey, Clive Bell, Rupert Brooke, Saxon Sydney-Turner, Duncan Grant y Leonard Woolf. Varios miembros del grupo de Bloomsbury alcanzaron notoriedad en 1910 con el Engaño del Dreadnought, en el que Virginia participó disfrazada de un miembro de la familia real abisinia. Los artistas del grupo de Bloomsbury compartían ciertos criterios estéticos: mostraban cierto rechazo hacia la clase media alta a la que pertenecían, y se consideraban herederos de las teorías esteticistas de Walter Pater, que tuvieron resonancia a finales de siglo XIX. Dentro de este grupo hubo intensas relaciones intelectuales, pero también emotivas y personales. Formaron parte de él la pintora Dora Carrington y los escritores Gerald Brenan y Lytton Strachey, entre otros.
En 1912, cuando contaba treinta años, se casó con el escritor Leonard Woolf, economista y miembro también del grupo de Bloomsbury. A pesar de su bajo rango social y económico —Virginia se refirió a Leonard durante su compromiso como un «judío sin un céntimo»— la pareja compartió un lazo muy fuerte. De hecho, en 1937 Woolf escribió en su diario: «Hacer el amor —después de 25 años que no podemos tolerar el estar separados—... Ver que es un enorme placer ser deseado: una esposa. Y nuestro matrimonio tan completo». Los dos colaboraron también profesionalmente, fundando juntos en 1917 la célebre editorial Hogarth Press, que editó la obra de la propia Virginia y la de otros relevantes escritores, como Katherine Mansfield, T. S. Eliot, Sigmund Freud, Laurens van der Post y otros. La ética del grupo de Bloomsbury estaba en contra de la exclusividad sexual, y en 1922 Virginia conoció a la escritora y jardinera Vita Sackville-West, esposa de Harold Nicolson. Después de un comienzo tentativo, sostuvieron una relación de amantes que duró la mayor parte de los años 1920. En 1928, Woolf regaló a Sackville-West la obra Orlando, una biografía fantástica en la que la vida del héroe epónimo abarca tres siglos y ambos sexos. Nigel Nicolson, hijo de Vita Sackville-West, la consideró «la carta de amor más larga y encantadora en la historia de la literatura». Después de que acabó su romance, las dos mujeres siguieron siendo amigas hasta la muerte de Woolf, en 1941. Virginia Woolf también permaneció estrechamente relacionada con sus hermanos supervivientes: Adrián y Vanessa; Thoby había muerto de tifus a los veintiséis años.

### Carrera
Woolf comenzó a escribir profesionalmente en 1905, inicialmente para el Times Literary Supplement con una pieza de periodismo sobre Haworth, hogar de la familia Brontë. Su primera novela, Fin de viaje, fue publicada en 1915 por la editorial de su medio hermano, Gerald Duckworth and Company Ltd. En esta novela, como en Noche y día, la escritora ya se muestra dispuesta a romper los esquemas narrativos precedentes, pero apenas mereció consideración por parte de la crítica. Solo tras la publicación de La señora Dalloway y Al faro los críticos comenzaron a elogiar su originalidad literaria. En estas obras llaman ya la atención la maestría técnica y el afán experimental de la autora, quien introducía además en la prosa novelística un estilo y unas imágenes hasta entonces más propios de la poesía. Desaparecidas la acción y la intriga, sus narraciones se esfuerzan por captar la vida cambiante e inasible de la conciencia. La obra de Woolf puede entenderse como un diálogo con Bloomsbury, particularmente su tendencia (informada por G.E. Moore, entre otros) hacia el racionalismo doctrinario. Influida por la filosofía de Henri Bergson[cita requerida], Woolf experimentó con especial interés con el tiempo narrativo, tanto en su aspecto individual, en el flujo de variaciones en la conciencia del personaje, como en su relación con el tiempo histórico y colectivo. Así, Orlando (1928) constituye una fantasía libre, basada en algunos pasajes de la vida de Vita Sackville-West, en que la protagonista vive cinco siglos de la historia inglesa. Se distingue del resto de las novelas al intentar representar a una persona real, hacer «una biografía», como dice el subtítulo. En Las olas (1931) presenta el «flujo de conciencia» de seis personajes distintos, es decir, la corriente preconsciente de ideas tal como aparece en la mente, a diferencia del lógico y bien trabado monólogo tradicional, con lo que crea un ambiente de poema en prosa.
La última obra de Woolf, Entre actos (1941), resume sus principales preocupaciones: la transformación de la vida a través del arte, la ambivalencia sexual y la reflexión sobre temas del flujo del tiempo y de la vida. Es el más lírico de sus libros, escrito principalmente en verso.
Escribió asimismo una serie de ensayos que giraban en torno de la condición de la mujer, en los que resaltó la construcción social de la identidad femenina y reivindicó el papel de la mujer escritora. En Una habitación propia revela la evolución de su pensamiento feminista. Destacó a su vez como crítica literaria, y fue autora de dos biografías: una divertida recreación de la vida de los Browning a través de los ojos de su perro (Flush) y otra sobre el crítico Roger Fry (Fry). Asimismo, junto a E. M. Forster llegó a escribir una carta a varios periódicos ingleses sobre el efecto que la censura tenía sobre el ánimo de los escritores —a raíz del intento del Sunday Express de condenar la novela de temática lésbica El pozo de la soledad (The Well of Loneliness, en inglés), de Hall.
La obra novelística de Virginia Woolf recibió influjos de Marcel Proust, James Joyce, Dorothy Richardson, Katherine Mansfield y posiblemente de Henry James. Lo que le es realmente característico, lo que la hace prominente entre sus contemporáneos es precisamente que trató de hallar un camino nuevo para la novela, apartándose y dejando a un lado el realismo imperante y abandonando la convención de la historia así como la tradicional descripción de los personajes.
Woolf siguió publicando novelas y ensayos, con éxito tanto de crítica como de público. Gran parte de su obra la publicó a través de la Hogarth Press. Ha sido saludada como una de las grandes novelistas del siglo XX y una de las más destacadas modernistas.
Woolf está considerada una de las grandes renovadoras del idioma inglés. En sus obras experimentó con el flujo de la consciencia y lo psicológico subyacente, así como con los motivos emocionales de los personajes. La reputación de Woolf declinó profundamente después de la Segunda Guerra Mundial, pero su eminencia fue restablecida con el auge de la crítica feminista en los años 1970.
Su obra fue criticada por reducirse al estrecho mundo de la intelectualidad inglesa de clase media. Algunos críticos juzgaban que carecía de universalidad y hondura, sin el poder de comunicar nada de relevancia emotiva o ética al desilusionado lector medio, cansado de los estetas de los años veinte. También la criticaron por antisemita, a pesar de estar felizmente casada con un judío. Este antisemitismo se saca del hecho de que ella a menudo escribió sobre personajes judíos con arquetipos y generalizaciones estereotipadas. El creciente antisemitismo de los años veinte y treinta tuvo una influencia inevitable en Virginia Woolf. Escribió en su diario: «No me gusta la voz judía; no me gusta la risa judía». Sin embargo, en una carta de 1930 a la compositora Ethel Smyth, citada en la biografía de Nigel Nicolson Virginia Woolf, recuerda que presumía del judaísmo de Leonard confirmando sus tendencias esnob: «Cómo odié casarme con un judío —menuda esnob que era, pues ellos tienen una inmensa vitalidad—». En otra carta a su querida amiga Ethel Smyth, Virginia da una mordaz denuncia del cristianismo, apuntando a su «egotismo» con pretensiones de superioridad moral y afirmando que: «Mi judío tiene más religión en la uña de un pie —más amor humano, en un pelo—». Virginia y su esposo Leonard Woolf realmente odiaban y temieron al fascismo de los años treinta y su antisemitismo, sabiendo que ellos estaban en la lista negra de Hitler. Su libro de 1938, Tres guineas, era una censura al fascismo.

### Fallecimiento

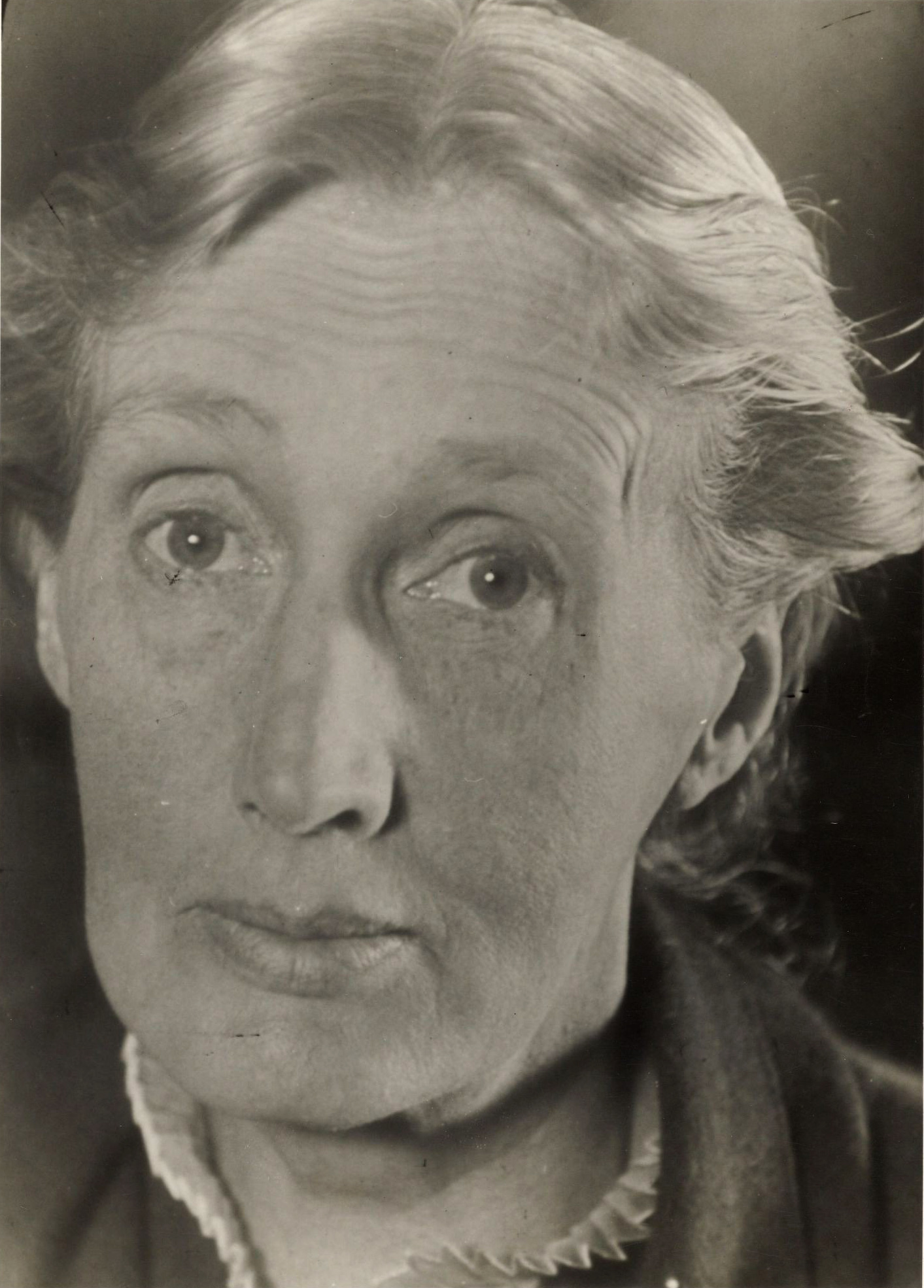
Virginia en 1939.

Durante toda su vida, Virginia sufrió un trastorno mental hoy conocido como trastorno bipolar. Después de acabar el manuscrito de su última novela (publicada póstumamente), Entre actos, Woolf padeció una depresión parecida a la que había tenido anteriormente. El estallido de la Segunda Guerra Mundial, la destrucción de su casa de Londres durante el Blitz y la fría acogida que tuvo su biografía sobre su amigo Roger Fry empeoraron su condición hasta que se vio incapaz de trabajar.
El 28 de marzo de 1941 Woolf se suicidó. Se puso su abrigo, llenó sus bolsillos con piedras y se lanzó al río Ouse cerca de su hogar, donde se ahogó. Su cuerpo no fue encontrado hasta el 18 de abril. Su esposo enterró sus restos incinerados bajo un árbol en Rodmell, Sussex.
En su nota suicida dirigida a su marido, escribió: 

I feel certain I am going mad again. I feel we can't go through another of those terrible times. And I shan't recover this time. I begin to hear voices, and I can't concentrate. So I am doing what seems the best thing to do. You have given me the greatest possible happiness. You have been in every way all that anyone could be. I don't think two people could have been happier till this terrible disease came. I can't fight any longer. I know that I am spoiling your life, that without me you could work. And you will I know. You see I can't even write properly. I can't read. What I want to say is I owe all the happiness of my life to you. You have been entirely patient with me and incredibly good. I want to say that everybody knows it. If anybody could have saved me it would have been you. Everything has gone from me but the certainty of your goodness. I can't go on spoiling your life any longer. I don't think two people could have been happier than we have been.
Estoy enloqueciendo de nuevo. Creo que no podremos volver a pasar otra vez por una de esas terribles etapas. Y no me recuperaré esta vez. He empezado a oír voces, y no puedo concentrarme. Así que voy a hacer lo que parece ser lo mejor. Tú me has dado la máxima felicidad posible. Has sido en todos los sentidos todo lo que cualquiera podría llegar a ser. No creo que dos personas puedan haber sido más felices, hasta que vino esta horrible enfermedad. No puedo luchar más. Sé que estoy arruinando tu vida, que sin mí tú podrás seguir. Lo harás, lo sé. No puedo ni siquiera escribir correctamente. No puedo leer. Lo que quiero decir es que te debo toda la felicidad de mi vida. Has sido totalmente paciente conmigo e increíblemente bueno. Quiero decir que todo el mundo lo sabe. Si alguien podría haberme salvado habrías sido tú. Todo lo he perdido excepto por la certeza de tu bondad. No puedo seguir arruinando tu vida. No creo que dos personas puedan haber sido más felices de lo que hemos sido tú y yo. V.

## Interpretaciones modernas

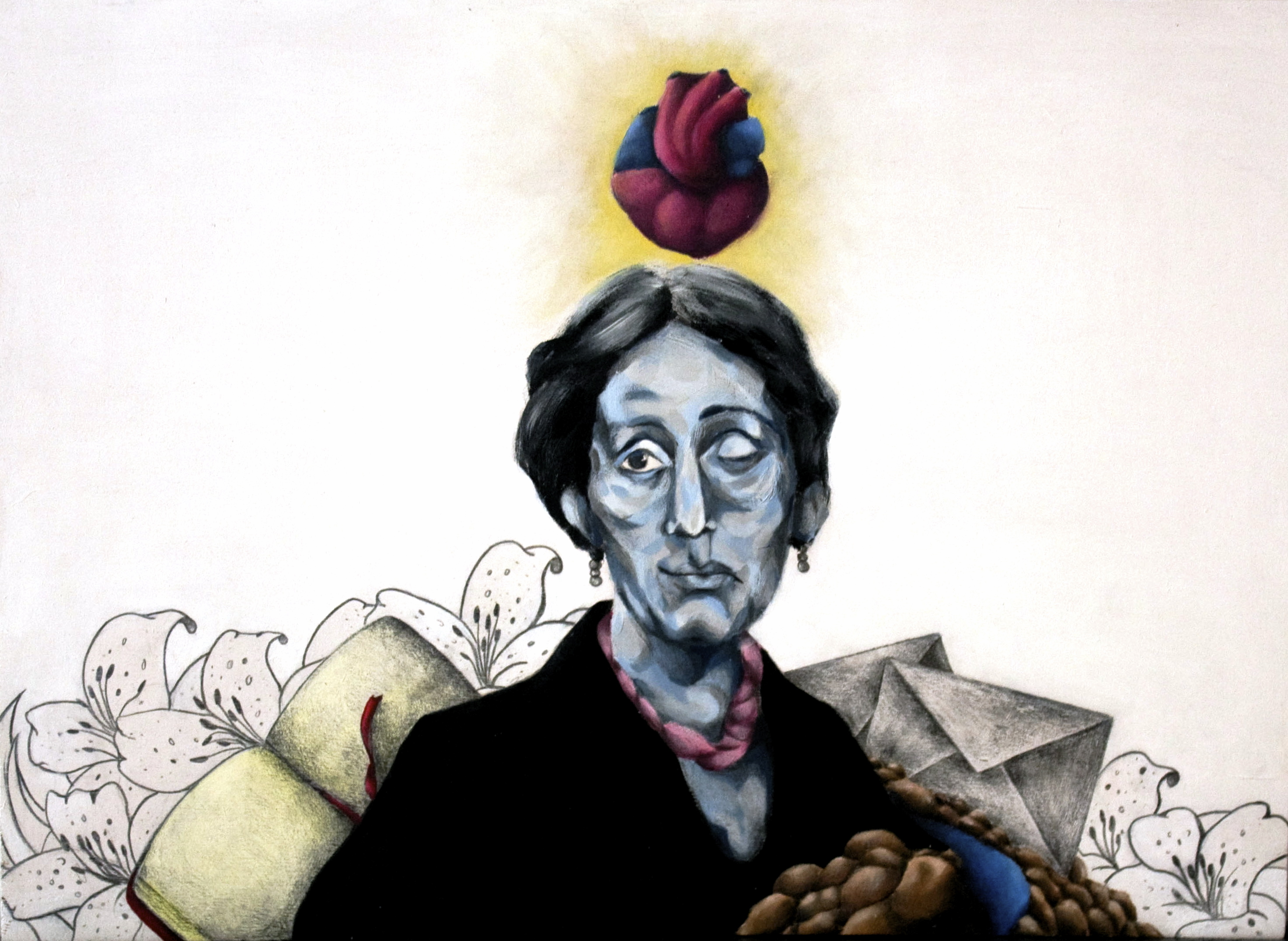
Retrato abstracto, homenaje a Virginia Woolf

Recientemente, los estudios sobre Virginia Woolf se han centrado en temas feministas y lésbicos en su obra, como en la colección de 1997 o ensayos críticos, Virginia Woolf: Lesbian Readings, edición de Eileen Barrett y Patricia Cramer. Más controvertidamente, Louise A. DeSalvo interpreta la mayor parte de la vida y carrera de Woolf a través de la lente del abuso sexual incestuoso que experimentó Woolf cuando era joven en su libro de 1989 Virginia Woolf: The impact of childhood sexual abuse on her life and work.
La ficción de Woolf también se estudia por su relación con los temas de neurosis de guerra, guerra, clase y la moderna sociedad británica. Sus mejores obras de no ficción, Una habitación propia (1929) y Tres guineas (1938), tratan acerca de las dificultades a que se enfrentan las escritoras e intelectuales porque los hombres tienen un poder legal y económico desproporcionado en relación con las mujeres, lo que perjudica su educación y su desarrollo integral en la sociedad de entreguerras.
El libro de Irene Coates Quién teme a Leonard Woolf: un caso por la cordura de Virginia Woolf asume la tesis de que el tratamiento que Leonard Woolf dio a su esposa fomentó su mala salud y al final fue el responsable de su muerte. La tesis, no aceptada por la familia de Leonard, ha sido ampliamente investigada y llena algunos de los vacíos en el relato habitual de la vida de Virginia Woolf. Por el contrario, el libro de Victoria Glendinning Leonard Woolf: A Biography, que tiene aún más amplia investigación y está apoyado en testimonios contemporáneos, argumenta que Leonard Woolf no solo apoyó ampliamente a su esposa, sino que le permitió vivir todo ese tiempo proporcionándole la vida y la atmósfera que necesitaba para vivir y escribir. Relatos del supuesto antisemitismo de Virginia (Leonard fue un judío secular) no solo se toman en su contexto histórico sino gravemente exagerados. Los propios diarios de Virginia apoyan este punto de vista del matrimonio de los Woolf.
Mientras Virginia Woolf vivía, se publicó al menos una biografía suya. El primer estudio autorizado de su vida lo publicó en 1972 su sobrino, Quentin Bell. En 1992, Thomas Caramagno publicó el libro The flight of the mind: Virginia Woolf's art and maniac-depressive illness. La biografía de Hermione Lee Virginia Woolf (1996) proporciona un examen riguroso y fidedigno de la vida y obra de Woolf. En 2001 Louise DeSalvo y Mitchell A. Leaska editaron The letters of Vita Sackville-West and Virginia Woolf. La obra de Julia Briggs, Virginia Woolf: An inner life, publicada en 2005, es el examen más reciente de la vida de Woolf. Se centra en los escritos de Woolf, incluyendo sus novelas y sus comentarios sobre el proceso creativo, para arrojar luz sobre su vida. El libro de Thomas Szasz My madness saved me: The madness and marriage of Virginia Woolf (ISBN 0-7658-0321-6) se publicó en 2006.
La obra de Rita Martin Flores no me pongan (2006), considera los últimos minutos de la vida de Woolf para debatir temas polémicos como la bisexualidad, el judaísmo y la guerra. Escrita en castellano, la obra fue interpretada en Miami con dirección de la actriz Miriam Bermúdez.

## Obras

### Novelas
- Fin de viaje (The Voyage Out, 1915)
- Noche y día (Night and Day, 1919)
- El cuarto de Jacob (Jacob's Room, 1922)
- La señora Dalloway (Mrs. Dalloway, 1925)
- Al faro (To the Lighthouse, 1927)
- Orlando (1928)
- Las olas (The Waves, 1931)
- Los años (The Years, 1937)
- Entre actos (Between the Acts, 1941)

### Cuentos
- Kew Gardens (1919)
- Monday or Tuesday (1921)
- The New Dress (1924)
- A Haunted House and Other Short Stories (1944). La casa encantada se publicó en 1983 por Editorial Lumen, ISBN 978-84-264-1135-8
- Mrs. Dalloway's Party (1973). Editorial Lumen publicó La señora Dalloway recibe en 1983, ISBN 978-84-264-2934-6
- The Complete Shorter Fiction (1985). En ella se publicó por primera vez el relato Phyllis and Rosamond («Phyllis y Rosamond»), que se incluye, precedido de nota biográfica, en las págs. 481ss de la antología Cuando se abrió la puerta. Cuentos de la nueva mujer (1882-1914), Alba, Clasica maior, 2008, ISBN 978-84-8428-418-5

Alianza Editorial ha publicado los Relatos completos en 1994, ISBN 978-84-206-3277-3, y en 2008, ISBN 978-84-206-5992-3, traducidos por Catalina Martínez Muñoz y edición de Susan Dick.
Los cuentos de Virginia Woolf han sido, además, objeto de otras publicaciones y antologías en español:
- La niñera Lugton, cuento infantil, se publicó por Editorial Debate en 1992, ISBN 978-84-7444-578-7. También conocido como «La cortina de la niñera Lugton».
- Una rosa sin espinas, Editorial Planeta, 1999, ISBN 978-84-08-03275-5
- La viuda y el loro, en tono humorístico, Editorial Debate, 1989, ISBN 978-84-7444-328-8 y Gadir Editorial, 2009, ISBN 978-84-935237-4-9
- La sociedad se ha publicado junto con La inocentada del acorazado, obra de su hermano Adrián Stephen, por Valdemar en 1999, ISBN 978-84-7702-293-0

### «Biografías»
Virginia Woolf publicó tres libros a los que ella subtituló «Una biografía»:
- Orlando: A Biography (1928, normalmente se la considera una novela, inspirada por la vida de Vita Sackville-West)
- Flush: A Biography (Flush, 1933). Es una obra aún más explícita de transgénero: un cuento de ficción como "corriente de conciencia" obra de Flush, un perro; no ficción en el sentido de narrar la historia de la propietaria del perro, Elizabeth Barrett Browning). Editado en España por: Ediciones Destino en 1956 ISBN 978-84-233-0393-9, en 1988 ISBN 978-84-233-1647-2, en 1991 ISBN 978-84-233-2031-8, en 1991 ISBN 978-84-233-1006-7, en 2003 ISBN 978-84-233-3509-1; Salvat Editores, en 1971 ISBN 978-84-345-7289-8, en 1983 ISBN 978-84-345-8053-4 y en 1986 ISBN 978-84-345-8310-8 y Jorge A. Mestas en 2008 ISBN 978-84-95311-98-6. Además, el final de Flush aparece en la selección de relatos breves Las mejores historias sobre perros, Ediciones Siruela, 2005, ISBN 978-84-7844-889-0, junto con otros de Chesterton, Jack London, Hugh Walpole o Rudyard Kipling.

- Roger Fry: A Biography (Roger Fry: una biografía, 1940). Normalmente se la considera no ficción; no obstante, se advierte que "La habilidad novelística [de Woolf] jugó en contra de su talento como biógrafa, porque sus observaciones impresionistas encajaban mal con la necesidad simultánea de reunir una multitud de hechos."[29]) Ha sido editada por Edhasa en 1984 con el título de Roger Fry, ISBN 978-84-350-0446-6

### Libros de no ficción
- Modern Fiction (1919)
- The Common Reader (El lector común, 1925). Traducido por Editorial Lumen en 2009, ISBN 978-84-264-1699-5
- A Room of One's Own (Una habitación propia, 1929). Publicada en España por Seix Barral en 1986 ISBN 84-322-3038-3, en 1997 ISBN 978-84-322-3038-7, en 1997 ISBN 978-84-322-1521-6, en 2008 ISBN 978-84-322-1789-0 y en 2009 ISBN 978-84-322-1964-1, y por Círculo de Lectores en 2004 ISBN 978-84-672-0617-3. Publicada también con el título de Un cuarto propio en 1991 por Ediciones Júcar, ISBN 978-84-334-2817-2; en 2003 por la Editorial Horas y Horas, ISBN 978-84-96004-02-3; en 2007 por Alianza Editorial, ISBN 978-84-206-5526-0; y en 2013 por Lumen, ISBN 978-84-264-2165-4
- On Being Ill (1930)
- The London Scene (1931). Londres ha sido publicada por Editorial Lumen en 2005 y por Viena Ediciones en 2008 ISBN 978-84-8330-476-1; Escenas de Londres fue publicada por Editorial Lumen en 1986 ISBN 978-84-264-2973-5
- The Common Reader: Second Series (1932)
- Three Guineas (Tres guineas, 1938). Publicado por Editorial Lumen en 1980 ISBN 978-84-264-4006-8, 1983 ISBN 978-84-264-1133-4 y 1999 ISBN 978-84-264-4954-2
- The Death of the Moth and Other Essays (1942). Traducido al castellano en 2009 por Luïsa Moreno Llort para la editorial Capitán Swing Libros como La muerte de la polilla y otros escritos (índice aquí).
- The Moment and Other Essays (1947)
- The Captain's Death Bed and Other Essays (1950)
- Granite and Rainbow (1958)
- Books and Portraits (1978)
- Women and Writing (Las mujeres y la literatura, 1979). Publicado en España en 1981 por Editorial Lumen ISBN 978-84-264-4013-6
- Collected Essays (cuatro volúmenes)
- Paseos por Londres, La Línea del Horizonte Ediciones, 2015, ISBN 978-84-15-95828-4

Una selección de ensayos de crítica literaria pueden leerse en tres antologías en castellano publicadas en España:
- La torre inclinada y otros ensayos, Editorial Lumen, 1980, ISBN 978-84-264-1129-7
- Horas en una biblioteca, El Aleph Editores, 2008, ISBN 978-84-7669-718-4. Recopilación de ensayos realizados a lo largo de toda su carrera como escritora.
- Leer o no leer y otros escritos, Abada Editores, 2013, ISBN 978-84-15-28972-2
- Atardecer en Sussex y otros escritos, Abada Editores, 2014, ISBN 978-84-16-16000-6
- Escritos sobre arte, traducción de Olivia de Miguel. Madrid: Editorial La micro, 2022 (ISBN 9788494134272)

### Teatro
- Freshwater: A Comedy (interpretado en 1923, revisado en 1935, y publicado en 1976). Freshwater fue publicado en España por Editorial Lumen en 1980, ISBN 978-84-264-2957-5

### Escritura autobiográfica y diarios
- A Writer’s Diary (Diario de una escritora, 1953) - Extractos de su diario, publicados en España por Editorial Lumen, 1982, ISBN 978-84-264-1145-7 y Talleres de Escritura Creativa Fuentetaja, 2003, ISBN 978-84-95079-64-0
- Moments of Being (Momentos de vida, 1976) - textos autobiográficos de Virginia Woolf. En España los ha traducido la Editorial Lumen en 1982 ISBN 978-84-264-1136-5 y en 2008 ISBN 978-84-264-1653-7
- A Moment's Liberty: the Shorter Diary (1990)
- The Diary of Virginia Woolf (cinco volúmenes) - Diario de Virginia Woolf desde 1915 hasta 1941

- Passionate Apprentice: The Early Journals, 1897-1909 (1990)
- Travels with Virginia Woolf (1993) - Diario de viaje griego de Virginia Woolf, editado por Jan Morris
- The Platform of Time: Memoirs of Family and Friends, edición ampliada, editada por S. P. Rosenbaum (Londres, Hesperus, 2008)

En España se han publicado:
- El diario de Virginia Woolf, vol. I (1915-1919). Trad. de Olivia de Miguel. Madrid: Editorial Tres Hermanas, 2017 (ISBN 978-84-944348-7-7).
- El diario de Virginia Woolf, vol. II (1920-1924). Trad. y edición de Olivia de Miguel. Madrid: Editorial Tres Hermanas, 2018 (ISBN 978-84-948435-6-3)
- El diario de Virginia Woolf, vol. III (1925-1930). Trad. y edición de Olivia de Miguel. Madrid: Editorial Tres Hermanas, 2020 (ISBN 978-84-120943-3-6)
- El diario de Virginia Woolf, vol. IV (1931-1935). Trad. y edición de Olivia de Miguel. Madrid: Editorial Tres Hermanas, 2021 (ISBN 978-84-123378-1-5)
- El diario de Virginia Woolf, vol. V (1936-1941).Trad.,ed.y prólogo de Olivia de Miguel. Madrid: editorial Tres Hermanas, 2022 (ISBN 978-84-19243-17-1)

- Diario íntimo I (1915-1923) (Mondadori, 1993, ISBN 978-84-397-1874-1), Diario íntimo II (1924-1931) (Mondadori, 1993, ISBN 978-84-397-1885-7) y Diario íntimo III (1932-1941) (Grijalbo, 1994, ISBN 978-84-253-2649-3);  y Ediciones Siruela ha publicado Diarios 1925-1930 en 1993 ISBN 978-84-7844-125-9 y en 2003 ISBN 978-84-7844-698-8

Una selección de sus artículos sobre viajes se encuentran en:
- Viajes y viajeros, Plaza & Janés Editores, 2001, ISBN 978-84-01-37743-3
- Viajeras románticas en Andalucía: una antología, Fundación Centro de Estudios Andaluces, 2008, ISBN 978-84-612-3423-3

### Cartas
- Congenial Spirits: The selected letters (1993)
- The Letters of Virginia Woolf 1888-1941 (seis volúmenes, 1975-1980)
- Paper Darts: The illustrated Letters of Virginia Woolf (1991)
- Carta a un poeta joven(1932) Trad. y prólogo de Olivia de Miguel. Palma de Mallorca: Editorial José de Olañeta, 2022 (ISBN 978-84-971638-3-5)
- Correspondencia erótica (2023) Ed. Julieta Massacese Prólogo Vir Cano, trads. Paula Locatelli y Agustín González. Buenos Aires, Argentina: Rara Avis Editorial. ISBN 9786319009118.
- Correspondencia de Victoria Ocampo y Virginia Woolf (2024) Editorial RARA AVIS. Prólogo Manuela Barral. Traducción Virginia Higa y Juan Javier Negri. ISBN 978-3-16-148410-0

Una selección de sus Cartas a mujeres se ha publicado en 1993 por Editorial Lumen, ISBN 978-84-264-1207-2

### Prefacios y contribuciones
- Selections autobiographical and imaginative from the works of George Gissing ed. Alfred C. Gissing, con una introducción de Virginia Woolf (Londres & Nueva York, 1929)

## Filmografía sobre Woolf
- ¿Quién teme a Virginia Woolf? fue una obra de teatro estadounidense (1962) de Edward Albee y una película (1966) dirigida por Mike Nichols (guion de Ernest Lehman adaptado a partir de la obra). Virginia Woolf no aparece como un personaje. Según la obra de teatro, el título de la obra — que es sobre una pareja casada universitaria alcohólica y disfuncional — se refiere a una broma académica sobre «¿Quién teme vivir la vida sin falsas ilusiones?».

- Mrs. Dalloway. 1997. Guion: Eileen Atkins. Dirección: Marleen Gorris. Intérpretes: Vanessa Redgrave, Natascha McElhone y Michael Kitchen.

- Virginia Woolf es un personaje en la película Las horas (2002), dirigida por el director Stephen Daldry y basada en la novela homónima de Michael Cunningham , que gira en torno al libro de Virginia Woolf titulado La señora Dalloway. Por su interpretación de la escritora, Nicole Kidman se llevó un Óscar a la mejor actriz.

- Vita & Virginia es una película de drama biográfico (2018) escrita por Eileen Atkins y Chanya Button, dirigida por esta última, es una adaptación de la obra de teatro de 1992 Vita & Virginia de Atkins. La película, protagonizada por Gemma Arterton, Elizabeth Debicki e Isabella Rossellini y ambientada en la década de 1920, relata la historia de amor entre la poetisa y novelista Vita Sackville-West y Virginia Woolf.

## En el arte

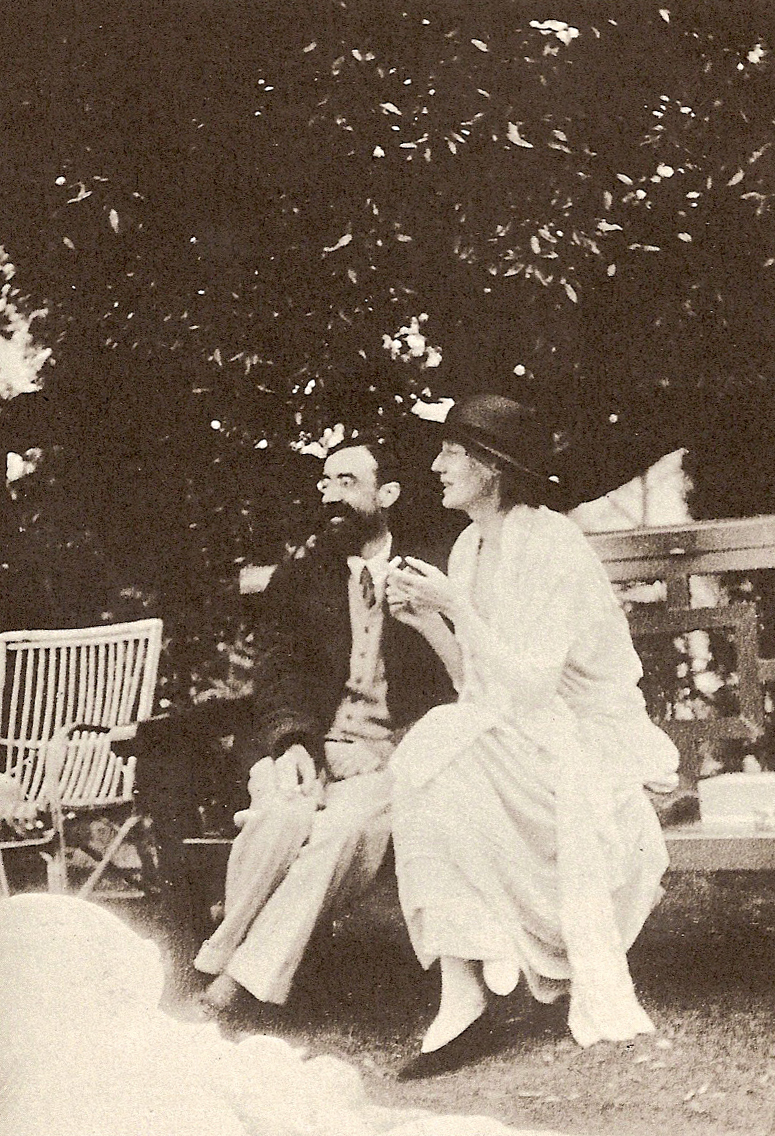
Virginia Woolf con el escritor inglés Lytton Strachey, miembro del Círculo de Bloomsbury.

Virginia Woolf forma parte de la instalación de la artista feminista Judy Chicago, The Dinner Party. Esta es una historia simbólica de la mujer en la civilización occidental que representa a 1.038 mujeres de la historia; 39 de ellas están representadas por cubiertos y otras 999 en los nombres que están inscritos en The Heritage Floor sobre el que descansa la mesa.
La tridimensionalidad de su plato simboliza su defensa de la expresión sin restricciones. Chicago pretende que la forma de la flor sirva como metáfora de la fecundidad del genio creativo de Woolf. El centro parece brotar de los pétalos, en referencia a la escritora como mujer que instó a otras mujeres a liberarse de los confines de la literatura, predominantemente masculina, y a escribir en un estilo que reflejara su personalidad.